# Лоранце
Лоранце (итал. Loranzè) је насеље у Италији у округу Торино, региону Пијемонт.
Према процени из 2011. у насељу је живело 810 становника. Насеље се налази на надморској висини од 244 м.

## Становништво
Према резултатима пописа становништва 2011. у општини је живело 1.126 становника.
| 1936. | 1951. | 1961. | 1971. | 1981. | 1991. | 2001. | 2011. |
| ----- | ----- | ----- | ----- | ----- | ----- | ----- | ----- |
| 701   | 710   | 830   | 1.018 | 1.075 | 1.062 | 1.003 | 1.126 |